# Eendenkooi (Berlare)

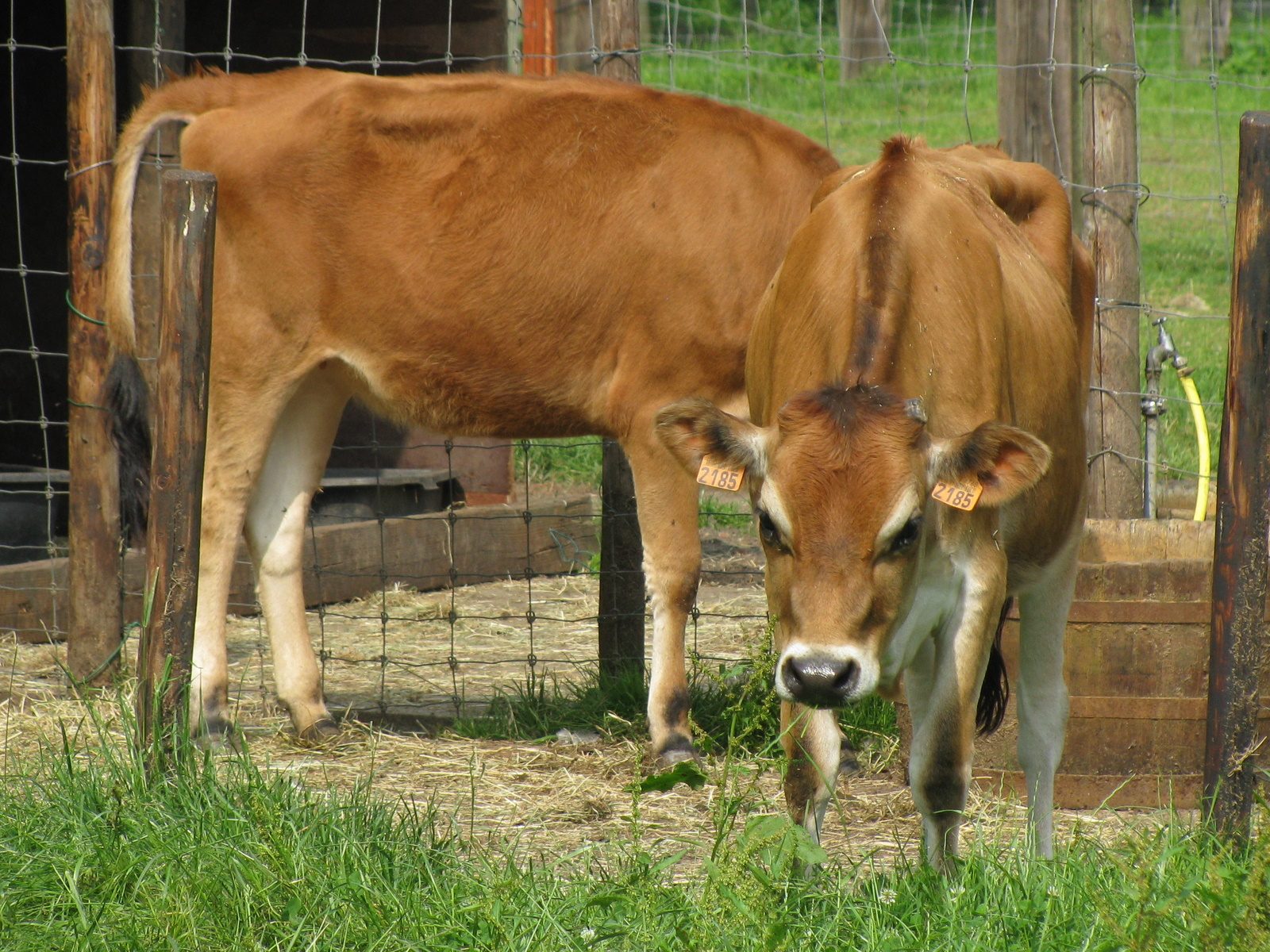
Runderen in de Eendenkooi

De Eendenkooi (occasioneel ook Eendenkom) ligt nabij het gehucht Donk en tussen het Donkmeer en het recreatiedomein Nieuwdonk, in de Belgische gemeente Berlare. Het is te voet bereikbaar.
De Eendenkooi ligt in een water- en bosrijk gebied. De directe omgeving van de Eendenkooi maakt deel uit van de Reservaatzone Donkmeer, een natuurreservaat in het beheer van vzw Durme. Vroeger werden er door middel van een eendenkooi wilde eenden gevangen, maar sinds 1961 is de "Eendenkooi" een wandeldomein. Plannen om de eendenkooi in haar cultuurhistorische vorm te herstellen dateren al uit 1959. Het project werd uiteindelijk in 2009 gerealiseerd, in samenwerking met vzw Durme. In 2016 werd het Natuurinrichtingsproject, ingediend bij de overheid in 2012, goedgekeurd. De werkzaamheden startten in 2018 en herstelden de eendenkooi in zijn oude glorie.